# Louis Østrup
Louis Harald Østrup (23. marts 1876 på Østerbro – 12. december 1951 i Hellerup) var en dansk generalkonsul og fodboldleder, der blandt andet var formand for Dansk Boldspil-Union (DBU) i perioden 1918 til 1935.
Udover førsteholdskampe i cricket og fodbold for Boldklubben Frem, var Østrup en bærende organisatorisk kraft i klubben.

## Karriere
Østrup var hele livet tilknyttet Boldklubben Frem fra Valby. Som 14-årig blev han i 1890 officielt medlem af klubben, og deltog på Frems ungdomshold i cricket og fodbold. Som 17-årig blev Østrup valgt kasserer for BK Frem på klubbens generalforsamling, efter at han han kritiseret at mange medlemmer ikke betalte klubkontingentet på 75 øre. Han bestred denne post i en del år fremover.
I 1894 var han med til at vinde den lokale cricketturnering for første gang i klubbens historie. I årene efter vinder klubben flere gange mesterskabet. Han spillede i alt 47 førsteholds kampe i cricket. Ved siden af cricket spillede Louis Østrup også fodbold for BK FREM bedste fodboldhold. Indtil år 1900 havde han spillet 23 kampe for holdet. Ved Fodboldturneringen 1901-02 var Østrup med som reservespiller, da klubben vandt turneringen for første gang.
Louis Østrup blev i 1911 medlem af Københavns Boldspil-Unions bestyrelse, og senere samme år blev han ny næstformand for Dansk Boldspil-Union, samtidig med at Ludvig Sylow blev ny formand. Ved DBUs repræsentantskabsmøde den 25. februar 1918 blev Østrup valgt som den 6. formand for landets fodboldforbund, og afløste dermed Sylow på posten. 
Ved siden af posten som formand for DBU, blev Østrup i 1921 vicepræsident for verdensforbundet FIFA. Denne post bestred han indtil 1927.
Østrup sad på formandsposten i Dansk Boldspil-Union indtil 1935, hvor han trådte ud af unionens bestyrelse på grund af personlige uoverensstemmelser. Boldklubben Frem var blandt de klubber som ikke støttede Østrups videre arbejde i DBU. Med 17 år som formand er Østrup den længstsiddende i unionens historie.

### Civilt liv
Louis Østrup blev født i Lægeforeningens Boliger på Østerbro i København, og havde tre søskende. 
I 1914 overtog han hvervet som generalkonsul for Costa Rica. Han blev i 1921 udpeget som direktør i et handelsagentur.
Østrup var gift og fik to børn. Han boede de sidste år af sit liv i Hellerup. Han døde i december 1951, 75 år gammel.
Han er begravet på Bispebjerg Kirkegård, men gravstedet er nedlagt.

### Hæder
- Vasaordenen af 1. grad
- Norges fodboldforbunds æresemblem i guld
- Hollands fodboldforbunds ærestegn
- Boldklubben FREM´s guldnål (1946)
- "Post" mortem æresmedlem i BK FREM (2009)[3]